# Португальська література

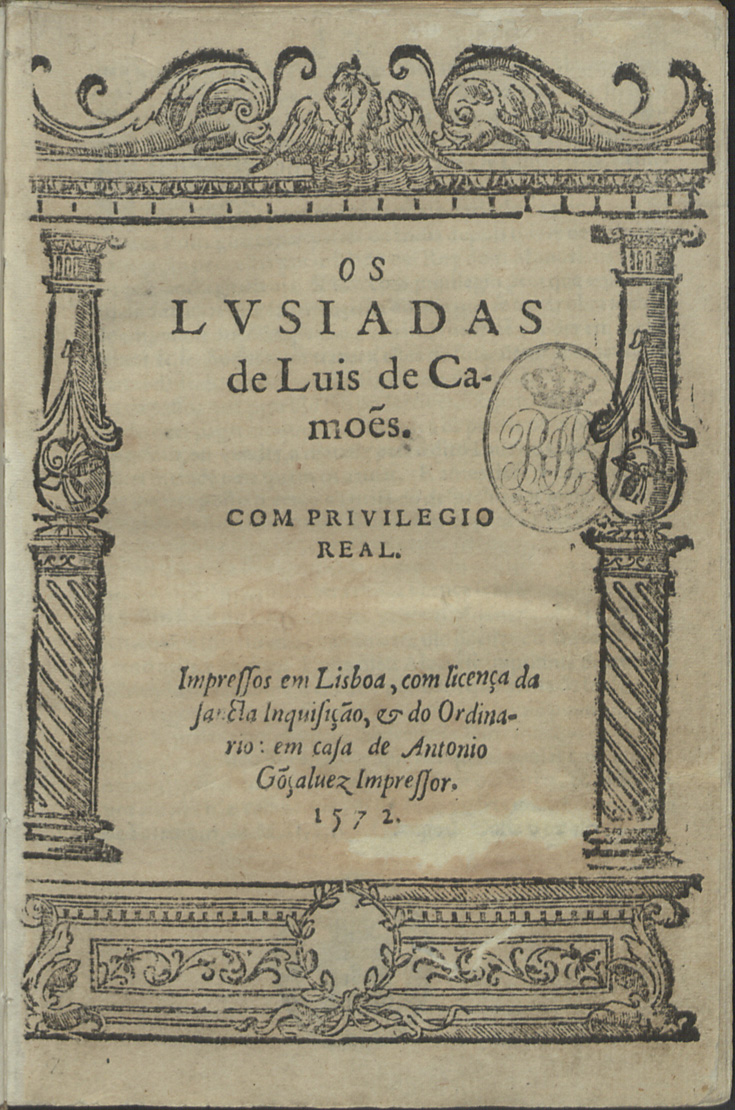
Луїс де Камоенс: «Лузіади»

Португальська література — португаломовна література, створена народом Португалії, включно з літературою Азорських островів та Мадейри. В широкому сенсі до португальської літератури зараховують усі художні твори, написані португальською мовою, тобто це не лише література власне Португалії, але також бразильська література, літератури Мозамбіку, Анголи та інших португаломовних країн і територій. Дана стаття присвячена літературі Португалії, література Бразилії описана в статті Бразильська література.

## Історія
Ранні зразки португальської літератури були створені в рамках галісійсько-португальської поетичної традиції, яка виникла в Галісії та північній Португалії.
Португальську літературу ранніх періодів насамперед пов'язують з багатством та різноманітність ліричної поезії, що можна спостерегти ще від початку формування португальської мови після римської окупації Іберійського півострова. Для неї також характерне багатство історичних творів, які документують життя португальських правителів, завоювання та розширення Португалії. Значною віхою в розвитку португальської літератури стала її «Золота доба» епохи Відродження, коли в Португалії з'явилася морально-алегорична ренесансна драма Жіла Вісенте, Бернардіма Рібейру, Франсішку Са де Міранди. Виняткове місце в португальській літературі посідає Луїш де Камойнш, автор національної епічної поеми «Лузіади», написаної протягом 1550-1570-х років.
XVII століття ознаменувалося появою в Португалії стилю бароко. Як правило, цей період вважається століттям літературного занепаду, незважаючи на існування таких примітних барокових письменників, таких як Антоніу Вієйра, Мануель Бернардес та Франсиско Родрігес Лобо.
Португальські письменники XVIII століття намагалися протидіяти певному занепаду літератури в часи бароко та відновити той високий рівень літератури, який існував за часів Золотої доби, шляхом створення академій і літературних товариств, які називалися аркадіями й були покликані відродити поетичні традиції минулого — це був час неокласицизму. У XIX столітті неокласичні ідеали було відкинуто на користь новому напрямку — романтизму, представленому насамперед таким автором, як Алмейда Гарретт. Видатними письменниками-романтиками були також Алешандре Еркулану та Камілу Каштелу Бранку.
У другій половині ХІХ століття в португальській прозі сформувався реалізм (натуралістичного спрямування), найпомітнішими представниками якого стали письменники-романісти Жозе-Марія Еса ді Кейрош та Рамалью Ортіган. Літературні тенденції протягом двадцятого століття представлені переважно доробком Фернанду Пессоа, який поряд з Камоенсом вважається одним з найбільших національних поетів Португалії. Для другої половини XX століття характерний розвиток прози й насаперед романного жанру завдяки таким авторам, як Антоніу Лобу Антуніш та Жозе Сарамагу, який 1998 року став лауреатом Нобелівської премії з літератури.

## Переклади українською

Обкладинка українського перекладу "Лузіад" Луїша де Камойнша, видання 1987 року.

Говорячи про переклади з португальської на українську варто відзначити перекладацький доробок Михайла Литвинця, який переклав поему Камоенса Лузіади, а також повість «Робота» Д. да Кости (1963), збірку новел «Ангел на трапеції» М. да Фонсеки (видано в серії "Зарубіжна новела"), «Казки тітоньки Настасії» Ж.-Б. Монтейру Лобату (обидва — 1977).
Віктор Шовкун переклав романи Жозе Сарамагу («Євангелія від Ісуса Христа», «Сліпота», «Каїн», «Прозріння»), романи Пауло Коельйо («Відьма з Портобелло», «Одинадцять хвилин», «Бріда», «Переможець завжди самотній»).
Маргарита Жердинівська перекладала твори португаломовних поетів лузофонної Африки (Ангола, Кабо-Верде), зокрема таких поетів, як Андраді Кошта (1974), Арналду Сантуш (1974), Жоржі Барбоза (1974), Каобердіану Дамбара (1974), Овідіу Мартінш (1979), Антоніу Нуньїш (1974), Жозе Кравейрінья (1974), Ноемія ді Соуза (1974, 1980), Софія ді Мело (1982), Фернанду Пессоа (1986), Антоніу Томаш Медейруш (1974). Вона також переклала прозові твори Мануела Феррейри (1986).
Ігор Качуровський переклав твори таких португальських поетів, як Нуно Фернандеш Торнеоль, Перо Монґо, Агостіньо да Круш, маркіза д'Альорна, Люїс Ґімарайнш, Кастро Альвес, Оляво Біляк.
Визначний португальський поет Фернанду Пессоа представлений українською в перекладах Віри Вовк, Михайла Литвинця, Григорія Латника та Маргарити Жердинівської.
Окремі поезії з португальської перекладав також Всеволод Ткаченко.